# 8월의 크리스마스 (소설)
《8월의 크리스마스》는 PC통신 상에 연재된 사이버 소설로, 1998년 개봉한 영화의 원작이다. 